# Cantonul Baume-les-Dames
Cantonul Baume-les-Dames este un canton din arondismentul Besançon, departamentul Doubs, regiunea Franche-Comté, Franța.

## Comune
- Adam-lès-Passavant
- Aïssey
- Autechaux
- Baume-les-Dames (reședință)
- Bretigney-Notre-Dame
- Côtebrune
- Cusance
- Esnans
- Fontenotte
- Fourbanne
- Grosbois
- Guillon-les-Bains
- Hyèvre-Magny
- Hyèvre-Paroisse
- Lanans
- Lomont-sur-Crête
- Luxiol
- Montivernage
- Passavant
- Pont-les-Moulins
- Saint-Juan
- Servin
- Silley-Bléfond
- Vaudrivillers
- Vergranne
- Verne
- Villers-Saint-Martin
- Voillans